# Piz Grialetsch
Piz Grialetsch är en bergstopp i Schweiz.   Den ligger i regionen Maloja och kantonen Graubünden, i den östra delen av landet, 190 km öster om huvudstaden Bern. Toppen på Piz Grialetsch är 3 131 meter över havet, eller 161 meter över den omgivande terrängen. Bredden vid basen är 2,0 km.
Terrängen runt Piz Grialetsch är bergig åt sydost, men åt nordväst är den kuperad. Närmaste större samhälle är Davos, 15,2 km nordväst om Piz Grialetsch. 
Trakten runt Piz Grialetsch består i huvudsak av gräsmarker. Runt Piz Grialetsch är det mycket glesbefolkat, med 4 invånare per kvadratkilometer.